# Bataille de Denain
 (janvier 2011).
Améliorez-le ou discutez des points à vérifier. 
Guerre de Succession d'Espagne
Batailles
Campagnes de Flandre et du Rhin
- Landau (1702)
- Friedlingen (1702)
- Kehl (1703)
- Ekeren (1703)
- Höchstädt (1703)
- Spire (1703)
- Schellenberg (Donauworth) (1704)
- Blenheim (1704)
- Landau (1704)
- Vieux-Brisach (1704)
- Eliksem (1705)
- Ramillies (1706)
- Stollhofen (1707)
- Cap Béveziers (1707)
- Cap Lizard (1707)
- Audenarde (1708)
- Wynendaele (1708)
- Lille (1708)
- Gand (1708)
- Malplaquet (1709)
- Douai (1710)
- Bouchain (1711)
- Denain (1712)
- Bouchain (1712)
- Douai (1712)
- Landau (1713)
- Fribourg (1713)

Campagnes d'Italie
- Carpi (1701)
- Chiari (1701)
- Crémone (1702)
- Luzzara (1702)
- Verceil (1704)
- Cassano (1705)
- Nice (1705-1706)
- Calcinato (1706)
- Turin (1706)
- Castiglione (1706)
- Toulon (1707)
- Gaeta (1707)
- Cesana (1708)
- Syracuse (1710)

Campagnes d'Espagne et de Portugal
- Cadix (1702)
- Vigo (navale 1702)
- Cap de la Roque (1703)
- Gibraltar (août 1704)
- Ceuta (1704) (es)
- Málaga (1704)
- Gibraltar (1704-1705)
- Marbella (1705)
- Montjuïc (1705)
- Barcelone (1705)
- Badajoz (1705)
- Barcelone (1706)
- Murcie (1706) (es)
- El Albujón (1706) (es)
- Santa Cruz de Ténérife (1706) (en)
- Almansa (1707)
- Xàtiva (1707)
- Ciudad Rodrigo (1707) (en)
- Lérida (1707)
- Tortosa (1708)
- Minorque (1708)
- Gudiña (1709)
- Almenar (1710)
- Saragosse (1710)
- Brihuega (1710)
- Villaviciosa (1710)
- Barcelone (1713-1714)

Campagnes de Hongrie
- Saint-Gotthard (1703) (en)
- Biskupice (1704) (en)
- Smolenice (1704) (en)
- Koroncó (1704) (en)
- Zsibó (1705) (en)
- Saint-Gotthard (1705) (en)
- Trenčín (1708) (en)

Antilles et Amérique du sud
- Santa Marta (1702)
- Guadeloupe (1703)
- Nassau (1703)
- Colonia del Sacramento (1704)
- Carthagène (1708)
- Rio (1710)
- Carthagène (1711)
- Rio (1711)
- Cassard (1712)

La bataille de Denain, qui eut lieu le 24 juillet 1712, est un épisode décisif de la guerre de Succession d'Espagne. Elle se solde par une victoire inespérée des armées françaises commandées par le maréchal de Villars sur les Austro-Hollandais du Prince Eugène. Elle permet après plusieurs défaites françaises de négocier une paix favorable.

## Contexte: la guerre de Succession d’Espagne
La guerre de Succession d’Espagne fait rage depuis 1701, la France est dans une période noire sur les plans financier et militaire. Les victoires du maréchal de Villars à la bataille de Friedlingen (1702) et à la bataille de Höchstädt, en début de guerre, ont été suivies de défaites sans précédent : les alliés ont à leur tête le prince Eugène et le duc de Marlborough. De plus Villars, qui doit se rendre dans les Cévennes pour étouffer la révolte des Camisards, est remplacé par Tallard.
En 1708, après la déroute d’Audenarde, la presque totalité des places fortes du Nord de la France sont sous le contrôle des Austro-Anglais coalisés. À cela s'ajoute une crise économique (l'hiver 1709, le « Grand hiver », est l'un des plus rigoureux de ce début de siècle) entraînant famine et surmortalité. Les caisses de l’État sont pratiquement vides et la population est soumise au lourd fardeau de l’occupation ennemie.
Le commandement de l’armée du Nord est rendu au maréchal de Villars. Celui-ci ne perd pas de temps et œuvre à sa réorganisation. Les coalisés, pressés d’en découdre, reprennent l'offensive et le 11 septembre 1709, c’est la bataille de Malplaquet. L'armée française est vaincue mais se retire en bon ordre après avoir infligé aux ennemis au moins le triple de ses pertes, sauvant la France d'une invasion. En 1710, la situation se stabilise, la politique britannique semble s’infléchir : sous la pression des pacifistes, Marlborough est destitué.

## La campagne de 1712
En mai 1712, dans ce contexte calme mais fragile Villars décide de reprendre l’offensive. Les alliés anglo-bataves sont installés le long de la Scarpe entre Douai et Marchiennes, où est situé le dépôt de ravitaillement. Ils occupent Denain et Landrecies. Plus tard les Anglais trahiront leurs alliés austro-hollandais, se repliant soudainement sur les ordres secrets de Londres. Les Français rassemblent une armée de 200 000 hommes sur la frontière du Nord, s’étirant d’Arras à Cambrai, les coalisés totalisant deux fois plus de troupes. Villars veut ainsi contrôler toute offensive ennemie sur les places de Condé-sur-l'Escaut, Valenciennes et Le Quesnoy. Au mois de juin, Eugène de Savoie prend l’initiative et s'empare du Quesnoy. Le clocher d’Avesnes-le-Sec est incendié le 17 juillet 1712. Pendant ce temps, Eugène de Savoie renforce le camp de Denain par une ceinture de fortifications. Devant l'impatience de Versailles, Villars doit tenter quelque chose pour reprendre l’initiative.

## Les forces en présence

### Forces françaises

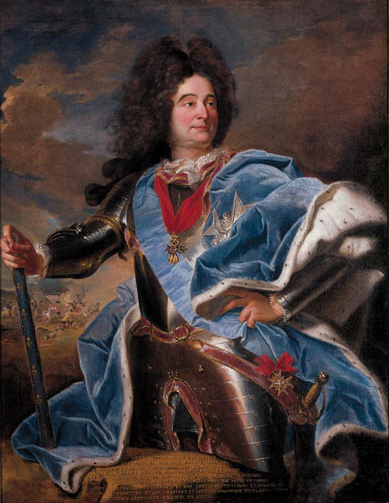
Le maréchal de Villars, d'après Hyacinthe Rigaud.

L'armée française est commandée par le maréchal de Villars.
- Régiment d'Agénois
- Régiment de Bueil-Racan
- Régiment de Dorington
- Régiment des Gardes françaises
- Régiment de Hessy
- Régiment La Brosse
- Régiment de Limousin
- Régiment de Lyonnais
- Régiment de Meuse
- Régiment de Navarre
- Régiment d'O'Brien
- Régiment de Picardie
- Régiment Royal
- Régiment Royal-Italien
- Régiment Royal des Vaisseaux
- Régiment de Vexin

- Régiment Colonel-Général cavalerie
- Régiment de Monteils cavalerie
- Régiment de Toulouse cavalerie

### Forces anglo-bataves

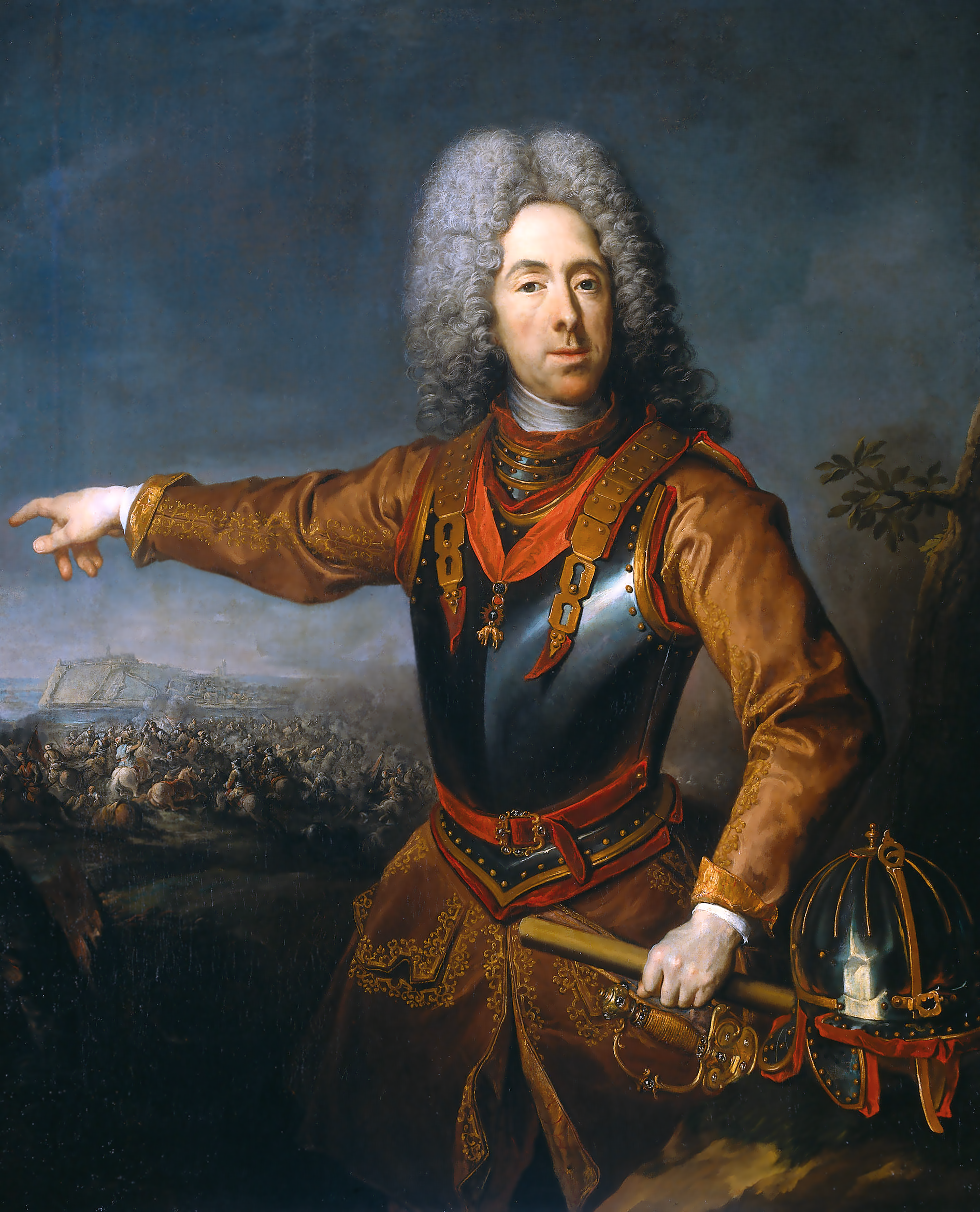
Le prince Eugène de Savoie, par Jacob Van Schuppen.

L'armée anglo-hollandaise est commandée par le prince Eugène de Savoie.

## Le moulin d'Avesnes-le-Sec, le 23 juillet 1712

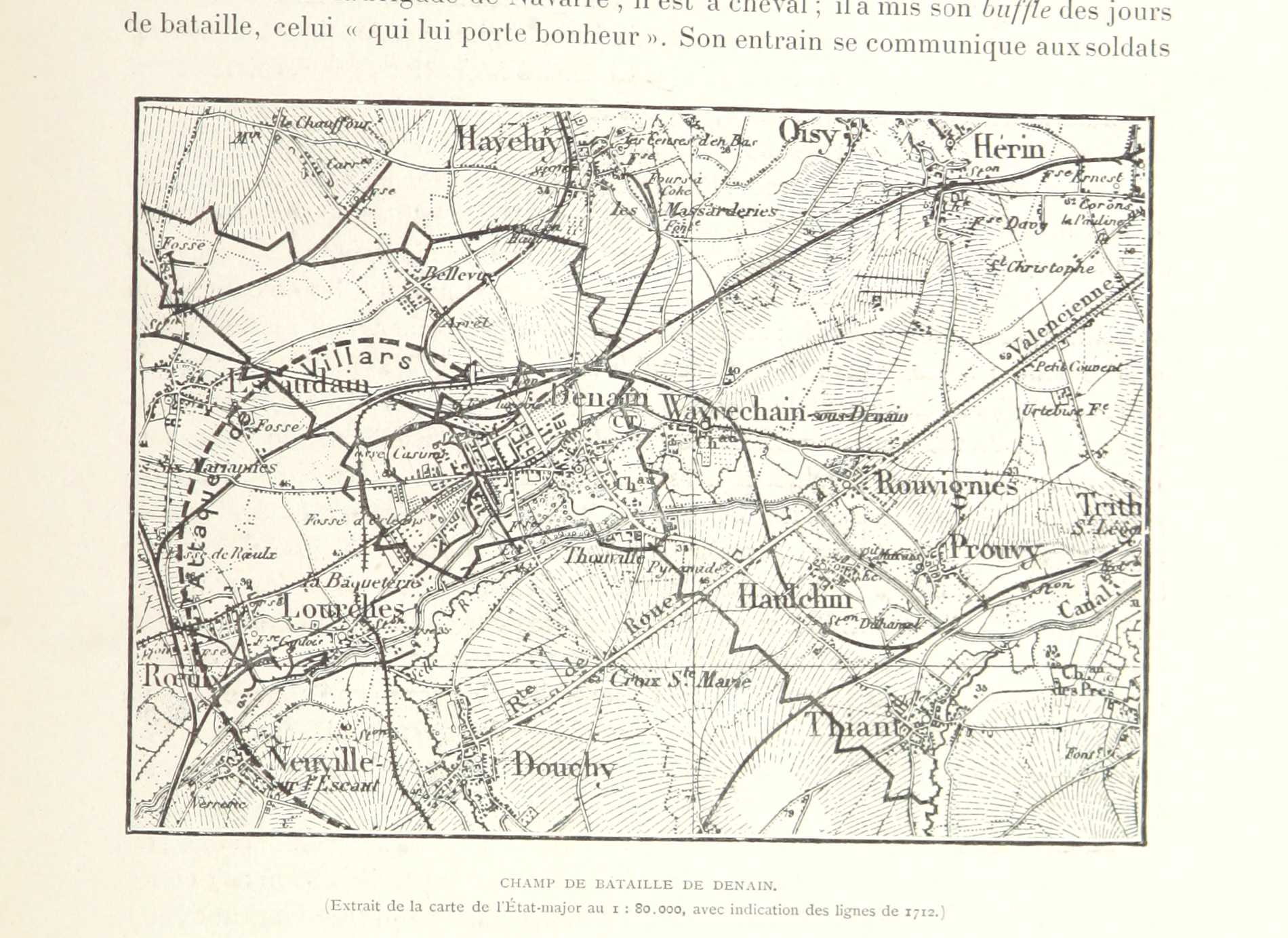
Le mouvement des troupes françaises.

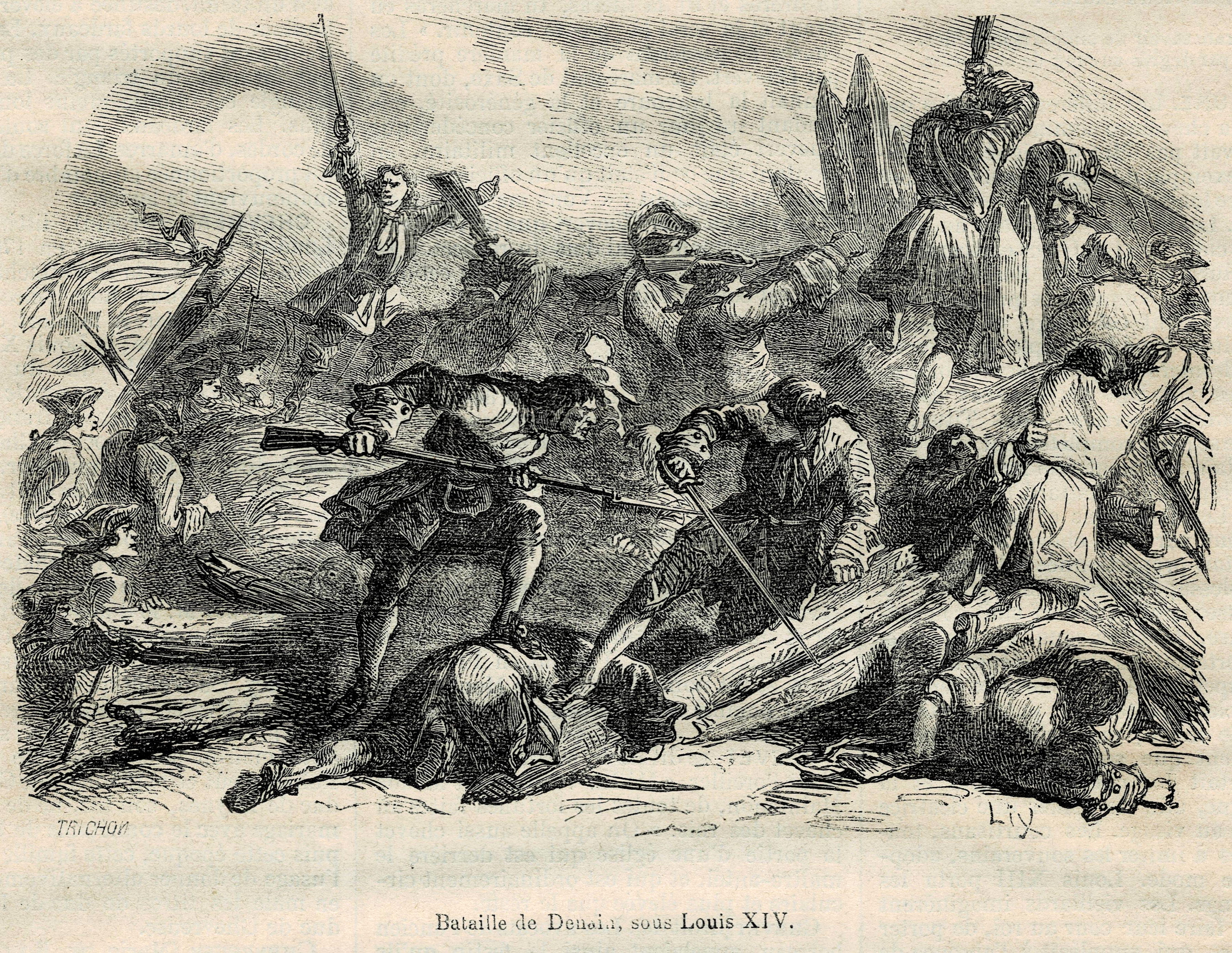
L'assaut à la baïonnette, image de 1863.

Les troupes françaises sont au sud du Cateau à Mazinghien. Après un examen minutieux du dispositif ennemi, Villars décide dans le plus grand secret de porter son attaque à Denain, grâce aux conseils du magistrat français, Lefebvre d'Orval, conseiller au Parlement de Flandres qui connaît bien la région, et à la tactique de son second Pierre de Montesquiou d'Artagnan. Des cavaliers sont envoyés tout le long de la Selle pour prendre possession des ponts. Ainsi, un détachement arrive à Haspres et prend position dans la soirée du cours du moulin, bloquant ainsi le franchissement de la rivière. Dans la nuit, les troupes se mettent en marche, elles prennent la direction de Landrecies où se trouve le prince Eugène. Cette manœuvre de diversion a pour but d’obliger les alliés à se renforcer sur ce point et ainsi alléger leur aile droite à Denain. L'ennemi mord à l’appât.
À l’aube, Villars fait pivoter le long de la Selle son armée et la dirige en trois colonnes vers Denain. À cinq heures du matin, Villars et ses principaux lieutenants établissent leur plan d'attaque à Avesnes-le-Sec ; ils choisissent le moulin comme point d'observation de la plaine environnante. À 7 h, les fantassins français sont à Neuville-sur-Escaut. Aussitôt, l'ordre de franchir les ponts enjambant l’Escaut est donné. À 8 h, les alliés sont étonnés de la présence française dans le secteur. Albermarle fait prévenir Eugène. Celui-ci ne s'inquiète pas de la situation. À 13 h, l'assaut de la palissade de Denain est donné. Les sapeurs, haches en main, entraînent l’infanterie qui se rue sur l'ennemi, baïonnette au canon. Les alliés, pris de panique, s'enfuient et encombrent le pont du moulin, qui s’écroule sous leur poids, entraînant ainsi la noyade de centaines de fantassins. Eugène, parti trop tard, tente de franchir l’Escaut à Prouvy pour secourir Albermarle. Sous le commandement du prince de Tingry, des régiments français venus en renfort parviennent à repousser pendant plusieurs heures les assauts des Autrichiens ; enfin, la journée déclinant, les Français font sauter le pont pour empêcher qu'il ne tombe aux mains de l'ennemi. Sur son flanc gauche, Eugène est bloqué par l'Escaut et ne peut contre-attaquer pour prendre Denain qui reste donc aux mains des Français.

## Conséquences
Cette victoire est une étape décisive dans le règlement de la guerre de Succession d'Espagne où le petit-fils de Louis XIV, Philippe V, et l'empereur Charles VI du Saint-Empire se disputent le trône d'Espagne.

## Commémoration
En 1781, le roi Louis XVI a fait ériger à proximité de Denain, sur le territoire de la commune d'Haulchin, une pyramide destinée à rappeler cette victoire. Érigé en pierre bleue, le monument initial portait deux vers de Voltaire

« Regardez de Denain, l'audacieux Villars/
Disputant le tonnerre à l'aigle des Césars. »

Il indiquait également « Érigé par les soins de M. Gabriel Sénac de Meilhan, intendant du Hainaut, 1781».
Mutilé en 1792 et 1815, l'édifice a été remplacé par un obélisque classé aux monuments historiques,.